# Anna Ushenina
Anna Ushenina (née le 30 août 1985) est une joueuse d'échecs ukrainienne, grand maître international, ancienne championne du monde (en 2012) et championne d'Europe individuelle 2016. Au 1er juin 2016, elle est la 45e joueuse mondiale et la quatrième joueuse ukrainienne avec un classement Elo de 2 439.

## Biographie et carrière
Elle devient maître international féminine en 2001, puis grand maître international féminine en 2003, avant de passer maître international en 2007. Sa victoire en novembre 2012 au championnat du monde d'échecs féminin lui a conféré d'office le titre de grand maître international.
Son meilleur classement fut en juillet 2007, où elle fut 8e mondiale et première Ukrainienne, avec un Elo de 2 502.
En 2012, elle fait partie de l'équipe nationale ukrainienne à l'Olympiade d'échecs féminine d'Istanbul où son équipe finit troisième.
Elle devient la 15e championne du monde d'échecs le 1er décembre 2012, en battant en finale la Bulgare et ancienne championne du monde 2004 Antoaneta Stefanova (3,5 – 2,5).
En septembre 2013 elle perd son titre contre Hou Yifan (1,5-5,5) sans gagner de parties.
| Année | Lieu                    | Résultat                                  | Ultime adversaire                         | Adversaires battues                                                                           |
| ----- | ----------------------- | ----------------------------------------- | ----------------------------------------- | --------------------------------------------------------------------------------------------- |
| 2006  | Iekaterinbourg, Russie  | deuxième tour                             | Xu Yuhua                                  | Ekaterina Korbout                                                                             |
| 2008  | Naltchik, Russie        | quart de finale (quatrième tour)          | Alexandra Kosteniouk                      | Lê Thanh Tú , Elisabeth Pähtz Svetlana Matveïeva                                              |
| 2010  | Antakya, Turquie        | premier tour                              | Huang Qian                                |                                                                                               |
| 2012  | Khanty-Mansiïsk, Russie | championne du monde                       | Antoaneta Stefanova                       | Deysi Cori Anna Mouzytchouk Natalia Pogonina Nadejda Kosintseva Ju Wenjun Antoaneta Stefanova |
| 2013  | Taizhou (Jiangsu)       | Match perdu contre Hou Yifan (1,5 à 5,5). | Match perdu contre Hou Yifan (1,5 à 5,5). |                                                                                               |
| 2015  | Sotchi                  | deuxième tour                             | Marie Sebag                               | Zhang Xiaowen                                                                                 |
| 2017  | Téhéran                 | deuxième tour                             | Tan Zhongyi                               | Nastassia Ziazioulkina                                                                        |
| 2018  | Khanty-Mansiïsk         | deuxième tour                             | Valentina Gounina                         | Lilit Mkrtchian                                                                               |
| 2021  | Sotchi (coupe du monde) | troisième tour (seizième de finale)       | Mariya Mouzytchouk                        | Ayah Moaataz Karina Cyfka                                                                     |

En 2013, elle fait partie de l'équipe féminine d'Ukraine championne d'Europe par équipe à Varsovie dont elle est deuxième échiquier.